# Shishunki Miman
Shishunki Miman (jap. 思春期未満お断り, Shishunki Miman Okotowari, dt. „Für Vorpubertäre verboten“) ist eine Manga-Serie der japanischen Zeichnerin Yuu Watase. Zum Manga erschienen die beiden Fortsetzungen Zoku Shishunki Miman Okotowari (jap. 続・思春期未満お断り, dt. „Fortsetzung – Für Vorpubertäre verboten“) und Shishunki Miman Okotowari Kanketsuhen (jap. 思春期未満お断り・完結編, dt. „Für Vorpubertäre verboten – Abschlussband“) sowie eine Romanreihe.

## Handlung
Das Mädchen Asuka Higuchi (樋口 飛鳥) hat ihren Vater nie kennengelernt. Sie wurde von ihrer Mutter allein aufgezogen und war in der Mittelschule in einer Gang. Nach dem Tod ihrer Mutter zieht sie nach Tokio, um ihren Vater zu suchen. Dort trifft sie ihre Halb-Geschwister, Manato Sudō (須藤 真斗) und Kazusa Sudō (須藤 和沙). Doch auch die wissen nichts von ihrem Vater. Nun gehen die drei auf die Oberschule, an der ihr gemeinsamer Vater Vorsitzender sein soll, sich dort aber nie zeigt. Ihr jüngerer Bruder Manato war wie Asuka früher in einer Bande und beschützt seit seiner Kindheit seine kleine Schwester Kazusa. Diese nimmt Asuka übel, dass sie mit ihnen zusammenlebt.
Asuka hat weiterhin die Hoffnung, ihren Vater wieder zu finden und nimmt eine Beschützerrolle für ihre jüngeren Geschwister ein. So beschützt Asuka Kazusa vor Tōru Hayami (速水 透), der es auf Kazusa abgesehen hat. Sie wird auch Rivalin der Schülerpräsidentin Yōko Kamiya (神谷 陽子) im Turnen und im Werben um Manato. Dabei versucht Asuka auch, durch ihren Erfolg im Sport die Aufmerksamkeit ihres Vaters auf sich zu lenken. Dank ihrer körperlichen Stärke und Durchsetzungsfähigkeit durch ihre Vergangenheit in der Gang kann sie sich gegenüber Hayami und Kamiya durchsetzen. Nach einiger Zeit freunden sie sich mit ihr an und sie lebt sich auch im Haushalt ihrer Geschwister ein.
Nun ist nur Kazusa ist Asuka gegenüber noch ablehnend – sie hat Angst ihren Bruder an Asuka zu verlieren. Auch tauchen Zweifel auf, ob Manato wirklich mit beiden verwandt ist. Asuka fühlt sich zu ihm hingezogen und ist zwischen ihren Gefühlen und der Möglichkeit, dass sie doch Geschwister sind, hin- und hergerissen. An der Schule taucht ein neuer Lehrer auf, Herr Yashiro (矢城先生, Yashiro-sensei). Er wirbt um Asuka und ihre Freunde für seine neue Trainings-AG. Nachdem Manato seinen Karateklub wegen der gegenüber Frauen übergriffigen Kameraden verlässt und Asuka wegen ihrer Vergangenheit in einer Gang und einer ihr zugeschriebenen Verwüstung der Umkleide aus der Turn-AG geworfen wird, treten beide schließlich Yashiros AG bei. Nach einigem harten Training, einer Diät und der Unterstützung von Kamiya kann Asuka in die Turn-AG zurückkehren. Manato wird sich in dieser Zeit bewusst, dass er sich in Asuka verliebt hat. Sie weist ihn jedoch zurück, da er ihr Bruder sein könnte.
Als Asuka stürzt und ihre Achillessehne reißt, steht ihr sportlicher Erfolg auf dem Spiel, von dem sie sich auch die Aufmerksamkeit ihres Vaters erhoffte. Mit der Unterstützung ihrer Freunde und Geschwister sowie Herrn Yashiros kann sie jedoch große Fortschritte machen. Zum Tag des Turn-Wettbewerbs ist sie noch nicht gesund, tritt dann aber doch mit verletztem Fuß als Nachrückerin an. Herr Yashiro gesteht ihr dann, dass er ihr Vater ist und sich als Lehrer einstellen ließ, sie zu beobachten. Da er wegen einer Leukämie-Behandlung bis kurz zuvor ständig abwesend war, war er unsicher wie er sich ihr und den anderen beiden gegenüber verhalten soll. Er erzählt auch, dass Manato nicht sein Sohn ist, sondern der eines Bekannten, den er aufgenommen hat. Da Manato und Asuka tatsächlich keine Geschwister sind, gestehen sie sich ihre Liebe und werden ein Paar. Auch Kazusa erkennt Asuka nun als Teil der Familie an.

### Zoku Shishunki Miman Okotowari
Nachdem sie erfahren hat, dass Yashiros wahrer Name Takashi Sudō und er ihr Vater ist, stellt sich heraus, dass dieser jedoch nicht mit Manato verwandt ist. Dessen Vater war der wahre Yashiro, der vor langer Zeit starb. Takashi übernahm seinen Namen und adoptierte seinen Sohn Manato.

## Entstehung und Einordnung in das Werk Watases
Ideen zu Geschichte und Figuren von Shishunki Miman entwickelte Yuu Watase schon als sie in der Mittelschule war, etwa im Alter von 15 Jahren – im selben Alter wie die Protagonisten. Mit 20, nachdem sie bereits einige Kurzgeschichten veröffentlicht hatte, entwickelte sie die Ideen zu der Serie weiter. Das Thema Turnen wählte sie vor allem, da die Trikots etwas erotisches hätten. Doch wollte sie den Sport nicht realistisch abbilden, sonst hätte Asuka eine für das Turnen passendere, kleinere Statur erhalten. Zunächst war geplant, dass sie gemeinsam mit Manato Karate macht. Das wurde verworfen, weil sie sich sonst zu ähnlich wären.
Viele der Charaktere aus Shishunki ähneln denen aus Yuu Watases späteren Werk Fushigi Yūgi. So gibt es äußerlich große Ähnlichkeiten zwischen den Hauptfiguren Asuka und Manato und Miaka und Tamahome aus Fushigi Yūgi. Diese sind jedoch laut Yuu Watase rein oberflächlich. Asuka sei wesentlich erwachsener und erfahrener als Miaka, während Tamahome weniger sorglos und verantwortungsvoller ist als Manato.

## Veröffentlichung
Ab 1991 wurde der Manga von Yuu Watase im Magazin Shōjo Comic des Shōgakukan-Verlags veröffentlicht. Die Kapitel wurden auch in drei Sammelbänden herausgebracht, der letzte Band enthält zusätzlich die Kurzgeschichte Dilemma einer Jungfrau. 1993 erschien Shishunki Miman Okotowari als Fortsetzung in Shōjo Comic und in drei Bänden zusammengefasst. 2000 wurde im selben Magazin die Fortsetzung Shishunki Miman Okotowari Kanketsuhen herausgebracht, die auch in einem Sammelband erschien, in dem zwei weitere kleine Geschichten abgedruckt waren.
Der Manga erschien September 2006 bis Februar 2007 beim Verlag Glénat in Frankreich. Ab April 2008 erschienen bei Egmont Manga und Anime alle sieben Bände der drei Mangas auf Deutsch.

## Adaptionen
Yuu Watase und Megumi Nishizaki (西崎めぐみ, Nishizaki Megumi) schrieben und illustrierten 1994 gemeinsam vier Romane zur Shishunki-Reihe. Diese tragen die Titel Tokubetsu-hen (特別編, dt. „Sonderband“), Netsuai-hen (熱愛編, dt. „Band Leidenschaftliche Liebe“), Hyōsetu-hen (氷雪編, dt. „Band Eis und Schnee“) und Bangai-hen (番外編, dt. „Band Extraausgabe“) und wurden durch Shōgakukan verlegt.
Shōjo Comics veröffentlichte auch eine Sammlung von Liedern, die zum Manga komponiert wurden.

## Rezeption
Die Zeitschrift AnimaniA schreibt, der Stil des frühen Werks von Yuu Watase sei bereits sehr ausgereift und mit ihrem heutigen Stil vergleichbar. Optisch sei der Manga in Kleidung und Stil der Figuren noch stark von den 1980er Jahren geprägt. Die Panelaufteilung sei sehr dynamisch gestaltet, auch für kleinere Actionsequenzen finde die Zeichnerin Platz. Die Figuren ähnelten sehr stark denen späterer Werke, seien aber gut aufeinander abgestimmt. Mit dem „ebenso ungezwungen heiteren wie turbulenten Familiendrama“ beweise Yuu Watase ihre thematische Wandlungsfähigkeit. Das Lesen lohne sich für Fans der Zeichnerin wie auch des Genres.